# Weimarische Villenbau- und Terraingesellschaft
Die Weimarische Villenbau- und Terraingesellschaft war eine Gesellschaft im letzten Viertel des 19. Jahrhunderts, die Grundstücke in Weimar aufkaufte und auf diesen schlüsselfertige Villen errichtete.
Es war ein örtlicher Zusammenschluss von verschiedenen Weimarer Kaufleuten und Handwerkern, der spekulativ Bauland vermarktete. Die Gründung erfolgte 1891. In der von Rainer Müller herausgegebenen Topographie der Stadt Weimar erscheint diese Gesellschaft insbesondere im Zusammenhang mit der südlichen Erweiterung der Stadt Weimar. Sie trat hier als Bauträger in Erscheinung. Die anvisierte Kundschaft war das wohlhabende Bürgertum. Die Entwürfe für die von ihnen gebauten Villen kamen in der Hauptsache von einheimischen Architekten wie Bruno Röhr, Rudolf Zapfe und Hugo Weiß. Vereinzelt kamen Entwürfe auswärtiger Architekten zur Ausführung wie Richard Klepzig aus Gotha und Rudolf Schmidt zur Ausführung. Ein für die Weimarische Villenbau- und Terraingesellschaft tätiger Bauunternehmer, der die Bauten ausführte, war Karl Paulin. Paulin trat allerdings auch selbst als Bauherr auf. Die Weimarer Südstadt insbesondere im Bereich der Freiherr-vom-Stein-Allee, die wiederum eine direkte Verbindung zwischen Berkaer Straße und der Max-Liebermann-Straße ist durch die dortigen ab den 1890er Jahren entstandenen Villen noch spürbar. Dasselbe gilt für die Kantstraße. Nach 1920 allerdings sind keine nennenswerten Aktivitäten dieses Unternehmens mehr zu verzeichnen. Wenigstens sind keine späteren in der erwähnten Denkmalmaltopgraphie zu finden. Die jüngste Villa, bei der die Weimarische Villenbau- und Terraingesellschaft als Bauträger sicher nachgewiesen ist, ist die Max-Liebermann-Straße 8 aus dem Jahr 1920.

## Bauten
- Freiherr-vom-Stein-Allee 1
- Freiherr-vom-Stein-Allee 2
- Freiherr-vom-Stein-Allee 3
- Freiherr-vom-Stein-Allee 4
- Freiherr-vom-Stein-Allee 14
- Freiherr-vom-Stein-Allee 24
- Freiherr-vom-Stein-Allee 30
- Freiherr-vom-Stein-Allee 32
- Helmholtzstraße 1
- Kantstraße 1
- Kantstraße 5
- Kantstraße 10
- Kantstraße 12
- Kantstraße 14
- Max-Liebermann-Straße 8